# Aleksandra & Konstantin
Aleksandra & Konstantin (in bielorusso Аляксандра і Канстанцін?) sono un duo musicale bielorusso formato nel 1998 dalla cantante Aljaksandra Kirsanava e dal chitarrista Kanstancin Drapeza.
Hanno rappresentato la Bielorussia all'Eurovision Song Contest 2004 con il brano My Galileo.

## Carriera
Il 31 gennaio 2004 Aleksandra & Konstantin hanno partecipato alla selezione bielorussia per l'Eurovision cantando My Galileo e vincendo il televoto, diventando i primi rappresentati eurovisivi bielorussi della storia. Nella semifinale dell'Eurovision Song Contest 2004, che si è tenuta il successivo 12 maggio a Istanbul, si sono piazzati al 19º posto su 22 partecipanti con 10 punti totalizzati, non riuscendo a qualificarsi per la finale.

## Discografia

### Album in studio
- 2001 – Za lichimi za marozami
- 2003 – Sojka
- 2006 – Aŭtanomnaja navigacya
- 2009 – Ključy zlatyja
- 2013 – M1

### Raccolte
- 2004 – My Galileo - The Best
- 2011 – Mas'lenica

### Singoli
- 2004 – My Galileo